# Ingvarståget

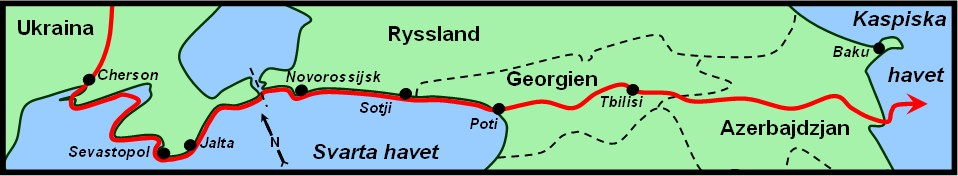
Trolig färdväg för den senare delen av Ingvarståget med moderna platser markerade. Vägen ledde till Kaspiska havet och till området som kallades för Särkland.

Ingvarståget var ett svenskt vikingatåg i österled under åren 1036–1041 som slutade i en katastrof. Expeditionen har fått sitt namn efter ledaren Ingvar den vittfarne. Inte mindre än 25 runstenar är resta i Sverige över döda deltagare från detta.

### Ingvar vittfarnes saga
Enligt Ingvar den vittfarnes saga (isl Yngvars saga víðförla) så reste Ingvar med 30 skepp till Gårdarike och tillbringade tre år hos Jaroslav I av Kiev. Därefter ska de ha färdats till Georgien där de kämpat ett slag tillsammans med en kung som identifierats som Bagrat IV av Georgien. Väl framme i Kaspiska havet möte expeditionen av katastrof och efter olyckor och slag mot lokalbefolkningen faller Ingvar och de flesta av vikingarna. Enligt sagan återvände endast ett skepp till Sverige.

### Runstenar

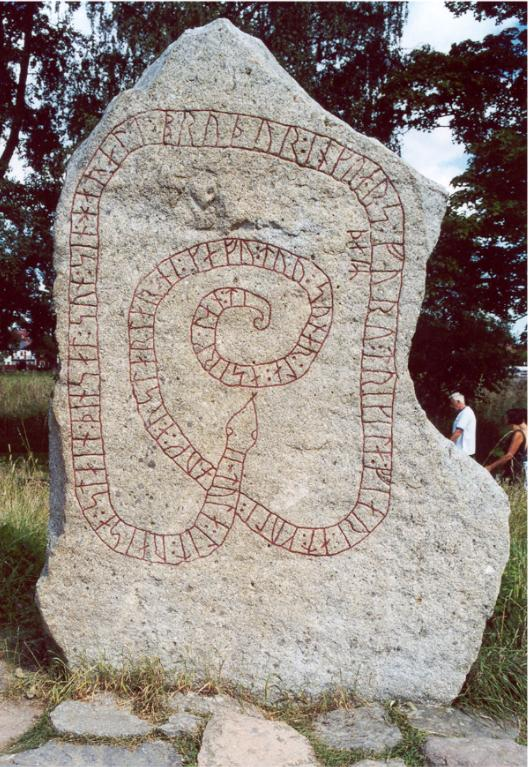
Gripsholmsstenen, en av ett flertal stenar som kopplats samman med ingvarståget.

Ingvarståget omtalas på ett mycket stort antal runstenar, minst 25 stycken. Dessa stenar har fått samlingsnamnet ingvarsstenar. Att tåget verkligen var en katastrof är lätt att föreställa sig då ingen av stenarna nämner någon deltagare som överlevde. Vanligare är, som här på Gripsholmsstenen, lakoniska formuleringar som:
De dogo söderut i Särkland.

### Georgiska källor
Ingvarståget omnämns i den georgiska krönikan Kartlis tsovreba.
Källorna berättar att det i början av 1040-talet kom en styrka med varjager, dvs. skandinaver, till den lilla orten Bashi intill floden Rioni i Georgien.
Enligt Kartlis tsovreba bestod styrkan av 3 000 man och de hade förmodligen rott uppför floden efter att ha seglat österut på Svarta havet, troligen från Dneprs mynning. Efter en överenskommelse med den georgiske kungen Bagrat fortsatte 700 av dem längre in i landet, där de deltog i ett slag mot kungens fiender vid Sasirethis strandskog några mil väster om Tbilisi. Trots hjälpen förlorade kungen slaget och flydde. Efter en överenskommelse med den fientliga styrkan återvände varjagerna västerut varefter de försvinner ur historien. Både det geografiska området, händelseförloppet och tidsperioden gör det troligt att berättelsen i den georgiska krönikan är ett spår efter Ingvar den vittfarnes expedition.
Litteraturvetaren Lars Lönnroth avfärdar dock källvärdet av Kartlis tsovreba som han anser är svårbevisbar.

### Nestorskrönikan
I Nestorskrönikan skriver under årtalen för 1034 och 1036 att furst Jaroslav uppbådade en här av varjager och slaver för att bryta en belägring av Kiev från petjenegerna. Detta sammanfaller med den tid som man anser att Ingvarståget avreste. Ingvar vittfarnes saga nämner mycket lite om Ingvars aktiviter i Gårdarike under deras vistelse där, men Mats G. Larsson har anmärkt att flottans långa vistelse skulle vara motiverad av man gav Jaroslav militär hjälp.

## Deltagare
Ingvarståget tycks främst ha organiserats utifrån dagens Svealand. Kung vid tiden för Ingvarståget var Anund Jakob, vilken möjligen kan ha varit den som utlyst tåget genom ledungen, den dåtida organisationen för sjöstridskrafter. 

## Återskapande
Föreningen Vittfarne genomförde 2004 Expedition Vittfarne som syftade till att, med en replik av en vikingatida båt, praktiskt testa vikingahövdingen Ingvar den vittfarnes förmodade färdväg genom Kaukasus till Kaspiska havet.